# Spio seticornis
Spio seticornis är en ringmaskart som först beskrevs av Carl von Linné 1767.  Spio seticornis ingår i släktet Spio och familjen Spionidae. Arten har ej påträffats i Sverige. Inga underarter finns listade i Catalogue of Life.